# Ponton
Pour les articles homonymes, voir Ponton (homonymie).
Un ponton peut être :

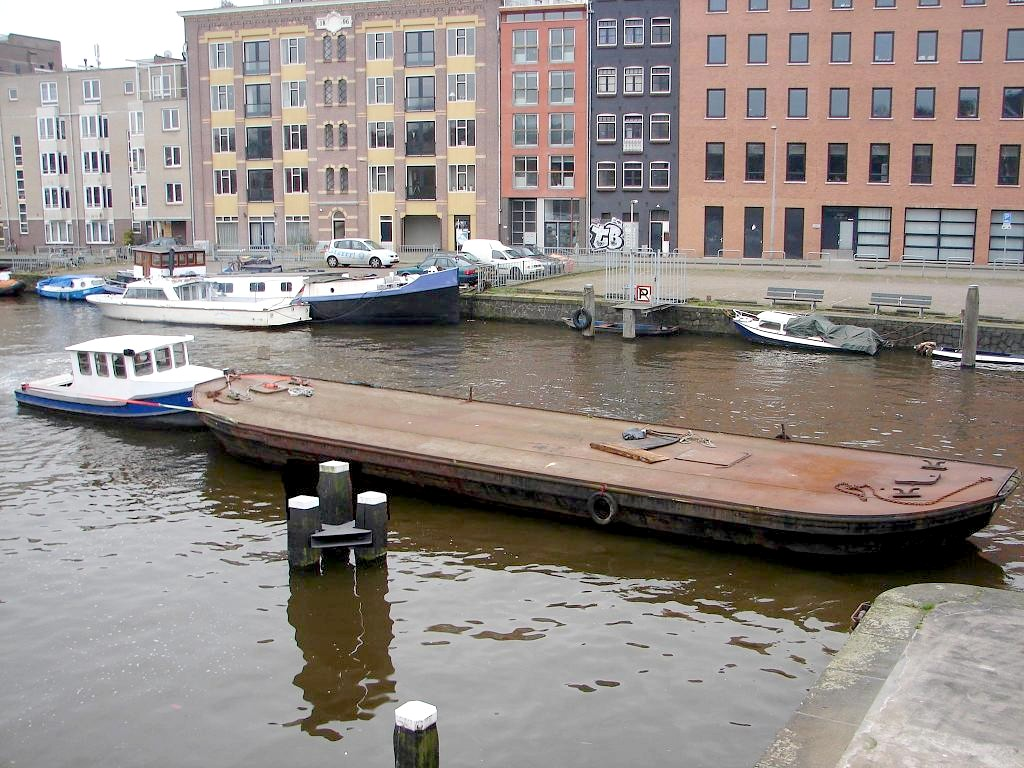
Ponton à Amsterdam.

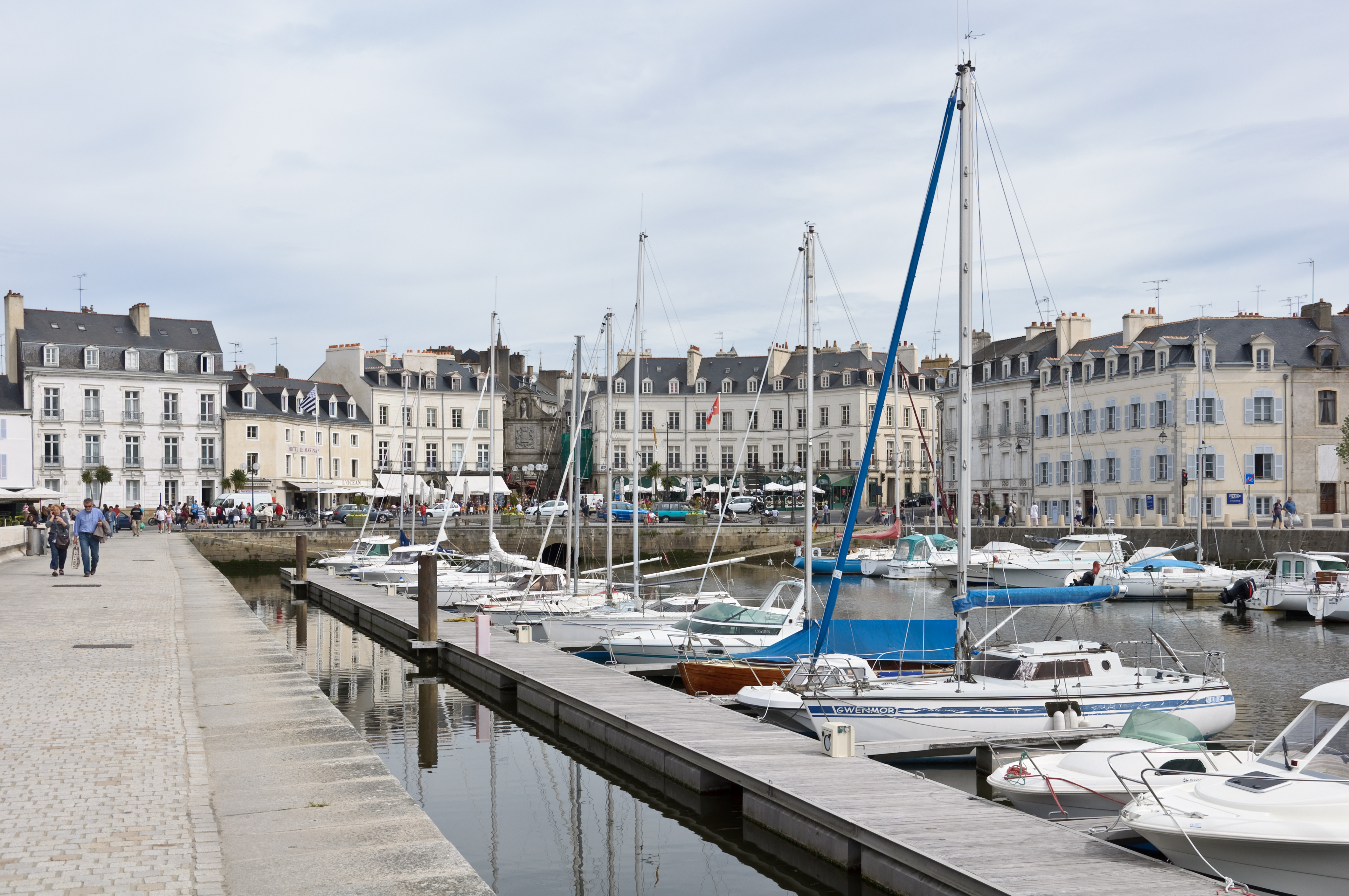
Ponton dans le port de Vannes

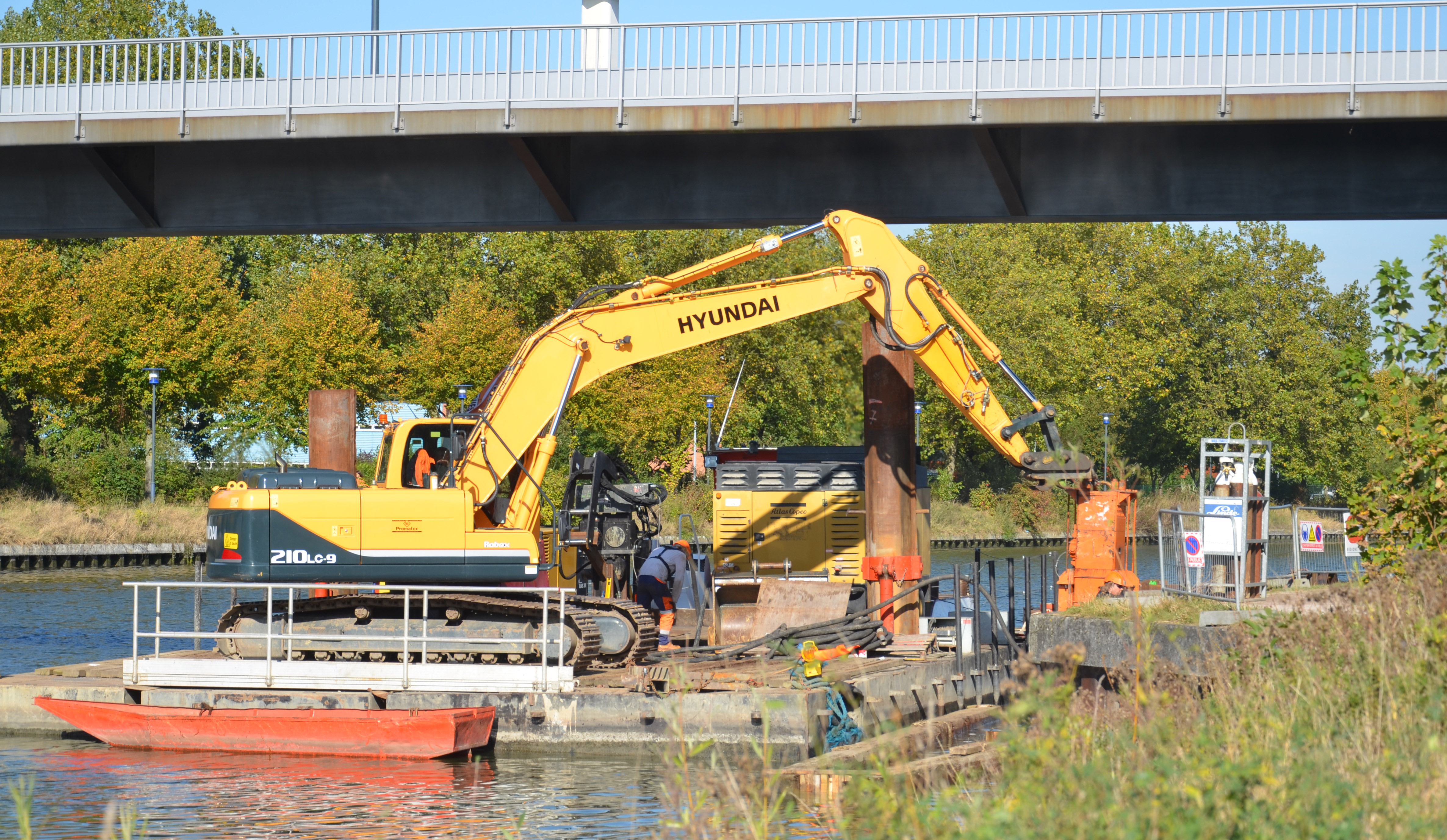
Ponton supportant une grue et un marteau vibreur destiné à battre des palplanches (ici dans la rivière Deûle) pour en conforter les berges (Lille, 2012).

- une portion de quai flottant articulée, ancrée ou guidée verticalement, à laquelle peuvent s'amarrer de petits navires (port de plaisance, plan d'eau, etc.)
- Une embarcation de plaisance constituée d’au moins deux flotteurs cylindriques reliés par un plancher et mue par un moteur hors-bord.
- Une construction provisoire faite d'une structure en bois recouverte d'une forte toile (synonyme de tonnelle ou chapiteau dans le français régional de Wallonie)
- un pont flottant ;
- une barge, généralement ancrée dans un port, mais qui peut être automotrice, destinée à des usages très divers : stockage, logement, support de grue ou de balise lumineuse, etc ;
- un ponton (bâtiment de servitude), vaisseau désarmé et démâté utilisé aussi comme prison flottante ;